# Colin Dexter
Colin Dexter (født 29. september 1930, død 21. marts 2017) var en britisk forfatter. Han introducerede enspænderen, inspector Morse, i sin første kriminalroman, Sidste bus til Woodstock (1975). Han betegnes i dag som en moderne formidler af den klassiske engelske detektivfortælling. Hans kriminalromaner kendes bedst fra tv-serien med John Thaw i rollen som Morse.